# C-HTML

Evolutione degli standard web per dispositivi mobili

C-HTML (abbreviazione di Compact HyperText Markup Language), anche chiamato i-mode-HTML è un sottoinsieme dell'HTML concepito per piccoli dispositivi come smartphone di prima generazione e PDA, come i cellulari  i-mode dell'operatore giapponese DoCoMo. Il C-HTML aggiunge svariate caratteristiche non disponibili nell'HTML standard, come gli access key, collegamenti ipertestuali per i numeri di telefono e caratteri grafici speciali emoji, tutti concetti presi a prestito dall'HDML/WML.
Poiché i piccoli dispositivi come i telefoni cellulari più datati e i modelli di fascia economica presentavano restrizioni hardware come poca memoria, CPU poco potenti, display monocromatici, font semplici e sistemi di input limitati (nessuna tastiera o cursore) c'era la necessità di una forma più semplice di HTML in grado di adattarsi alle caratteristiche di questi dispositivi più elementari.
C-HTML non gestisce quindi gli aspetti più complessi quali tabelle, mappe immagini, set di caratteri multipli, colori ed immagini di sfondo, frame e fogli di stile (CSS) ed è espressamente concepito per display monocromatici.
Il linguaggio è definito in modo tale che tutte le operazioni interattive di base possono essere eseguite con una combinazione di quattro tasti e non con movimenti del cursore: avanti, indietro, seleziona e indietro/stop.
Con l'evoluzione della tecnologia usata per i dispositivi mobili, che hanno da un lato rimosso le limitazioni hardware dei dispositivi portatili e dall'altro hanno aumentato l'efficienza di trasferimento dei dati, e con l'introduzione di standard per il web mobile più flessibili quali XHTML Basic e XHTML Mobile Profile l'impiego di C-HTML è di fatto scomparso.